# Ґулістан (місто, Узбекистан)
Ґулістан (узб. Guliston; від перс. گلستانِ‎ — квіткова країна) — місто , розташоване в Узбекистані, яке виконує функції адміністративного центру Сирдар'їнської області.

## Історія
У XIX столітті існував кишлак Аччиккудук, що в перекладі означає «колодязь із солоною водою». У цьому населеному пункті налічувалося 40 дворів, а також були мечеть та чайхана.
У 1869 році за указом туркестанського генерал-губернатора К. П. Кауфмана розпочали вивчення можливостей зрошення Голодного степу. Ця ініціатива мала на меті покращення аграрного розвитку регіону та забезпечення сталого використання природних ресурсів.
Землекопи, які прибули з різних регіонів Росії для будівництва каналу, у 1886 році заснували в Ходжикенському повіті вісім невеликих російських селищ: Романовське (Селянське), Запорізьке, Надєждинське, Миколаївське, Обітоване, Нижньоволинське, Верхньоволинське та Конногвардійське (також відоме як Червона зоря). 
У 1872 році розпочалося спорудження каналу завдовжки 84 км, названого на честь Миколи I, який був доведений до Мірзачуля (Ґулістану). Цей канал став важливим елементом водозабезпечення регіону і був зданий в експлуатацію у 1895 році. 
Із 7600 га зрошеної землі 2100 га були відведені князю, який проживав у селі Романовське, 3380 га отримали російські поселенці, а 220 га було виділено під голодностепове дослідне поле.
У 1897 році біля станції Голодний степ утворилося селище Духівське, а в 1906 році було створено селище Спаське. Напередодні Першої світової війни в цих уже об'єднаних поселеннях налічувалося 290 дворів, на місці яких згодом виросло місто Ґулістан.
У цей же період прокладали залізницю від Самарканда до Ташкента через Голодний степ. Будівництво залізниці завершилося в 1895 році. Станцію Аччиккудук спочатку називали Грибоєдівка, а з 1905 року вона отримала назву Голодний степ, як і сусіднє селище.
У 1905 році в селищі були зведені будівлі управління каналом та першої російсько-туземної школи в Голодному степу. Ці заклади стали важливими елементами соціальної інфраструктури регіону. З 1910 року канал отримав нову назву — Північний Голодностепський, що відображало його значення для місцевого населення та економіки.
У 1922 році селище Голодний степ було перейменовано на Мірзачуль, і саме тоді воно стало головним центром вирощування бавовнику. У 1952 році Мірзачуль отримав статус селища міського типу та став частиною Ташкентської області, продовжуючи відігравати важливу роль в аграрному секторі регіону.
8 травня 1961 року селище міського типу Мірзачуль було перетворено на місто Ґулістан. 26 листопада 1963 року Ґулістан став адміністративним центром новоствореної Сирдар'їнської області. У 1989 році, внаслідок об'єднання Джиззакської та Сирдар'їнської областей, обласним центром стало місто Джиззак. 
16 лютого 1990 року, після відновлення Джиззакської області, центр Сирдар'їнської області було перенесено з Джиззака в Ґулістан.

## Географія
Ґулістан розташований у південно-східній частині Голодного степу. Місто має залізничну станцію на лінії Ташкент-Хаваст.

## Клімат
Середньорічна кількість опадів у районі становить 295–300 мм. Середня температура січня сягає 2,5°C, тоді як мінімальна може опускатися до -35°C. У липні середня температура становить 28°C, а максимальна досягає 45°C.

## Населення
Населення Ґулістану:
- 1970 рік — 31 000 осіб
- 1991рік — 54 000 осіб
- 2010 рік — 77 300 осіб
- 2020 рік — 90 300 осіб

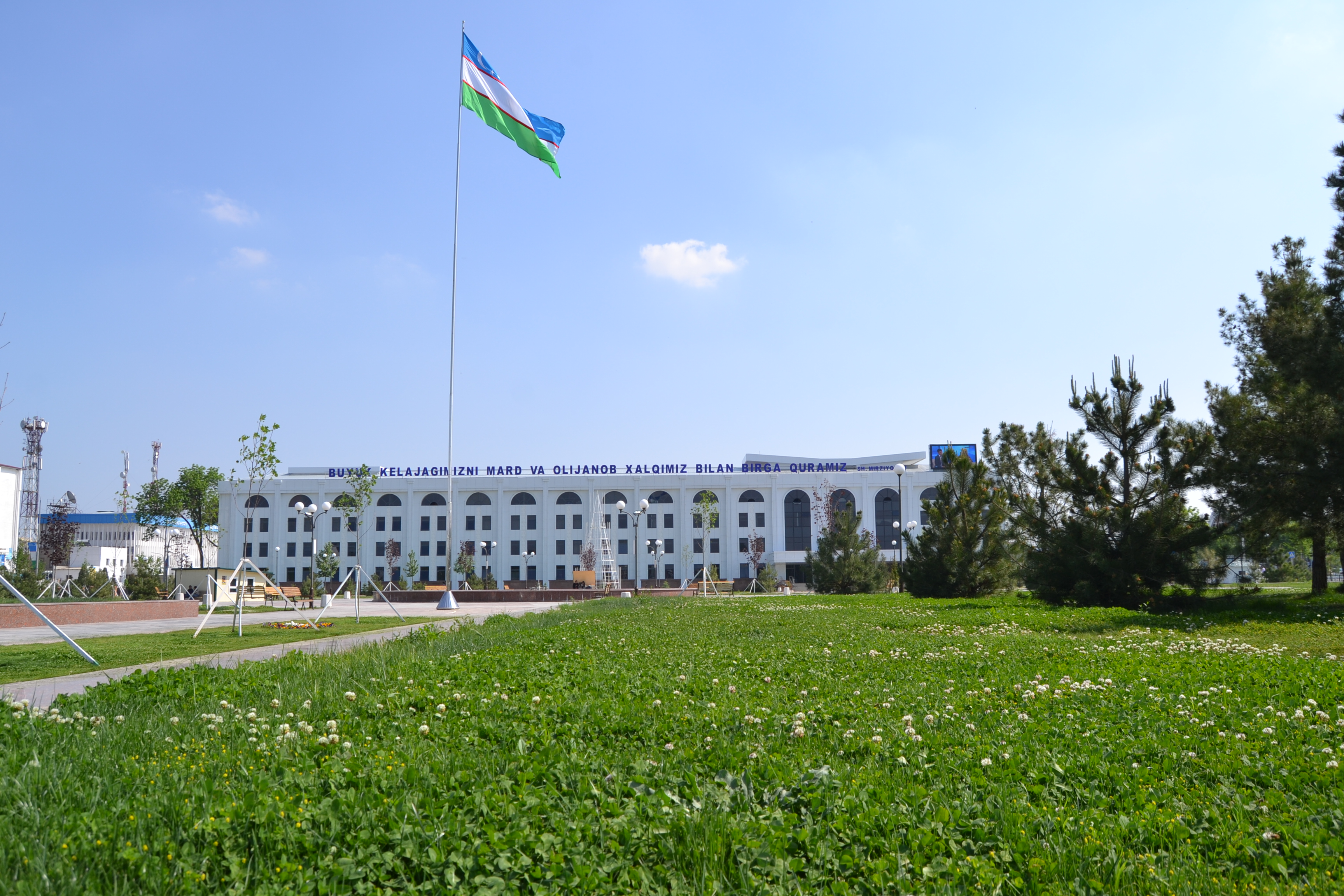
Місто Ґулістан. Центральна площа.

Місто є найбільшим за чисельністю населення поселенням Сирдар'їнської області.

## Соціально-економічні показники
У Ґулістані функціонують різноманітні підприємства, серед яких ремонтно-механічний, маслоекстракційний, ліфтобудівний та металопереробний заводи, а також домобудівний комбінат. Місто також славиться кількома швейними і ткацькими фабриками та інструментальними електромайстернями.
Економіка Ґулістана спеціалізується на виробництві, торгівлі та послугах. Тут розташовані 26 шкіл, 96 дошкільних освітніх організацій, 2 вищі навчальні заклади, 5 бібліотек, 89 закладів охорони здоров'я, 4 мечеті, 3 церкви, музично-драматичний театр і музей. В області діє 9 великих промислових підприємств, 58 спільних підприємств і 600 малих промислових підприємств.

## Культура

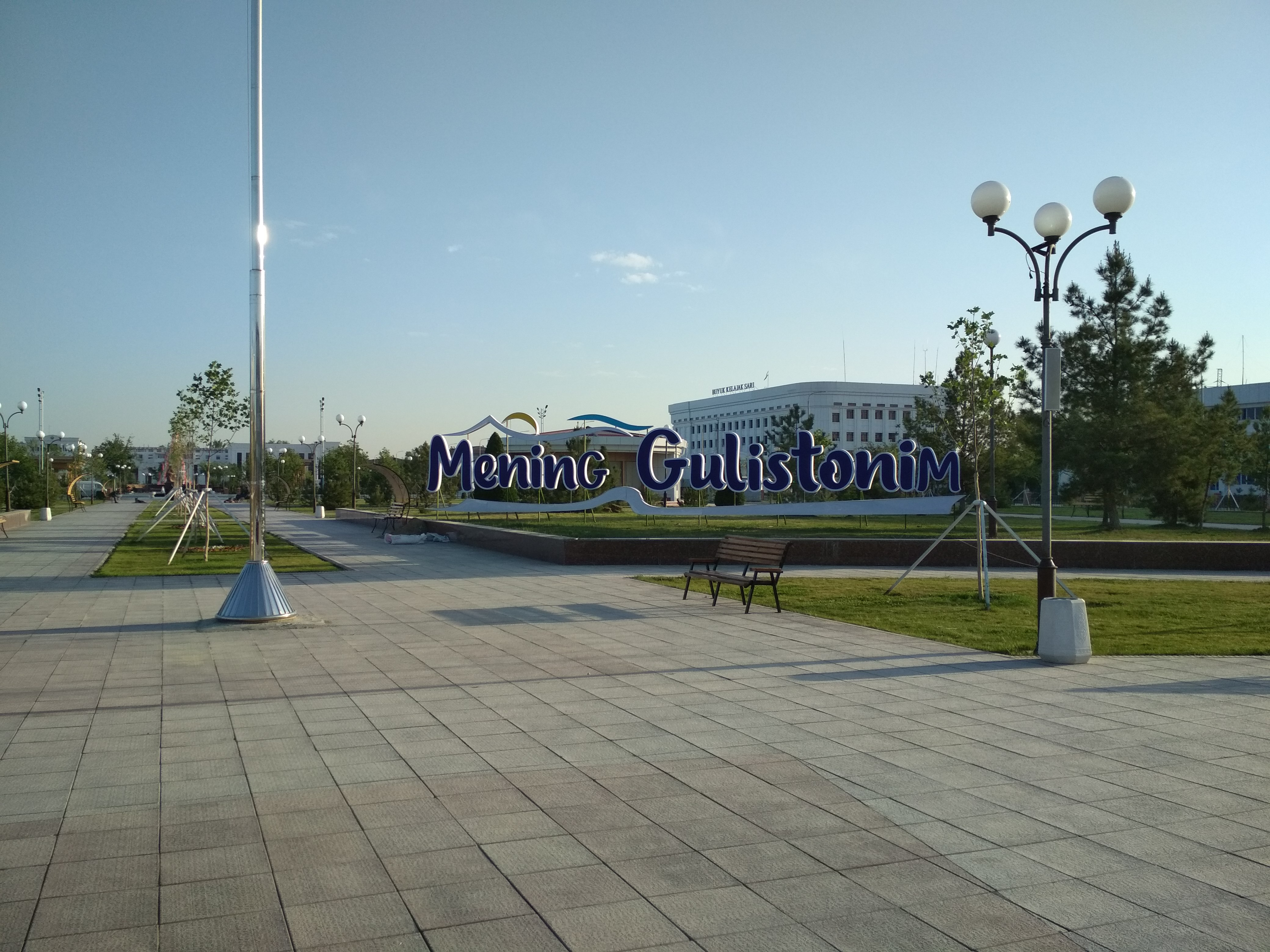
Місто Ґулістан. Центральна площа. Напис «Менінг Гулістонім» («Мій Ґулістан»).

У Ґулистані знаходиться Сирдар'їнський обласний музично-драматичний театр, який є важливим культурним осередком регіону. Серед інших помітних місць міста варто відзначити центральну площу, Ґулістанський міський парк та місцевий краєзнавчий музей, які приваблюють як мешканців, так і туристів. На території міста також знаходиться сад дружби Узбекистану та Китаю, що символізує дружні відносини між двома країнами.

## Спорт
У місті базується ФК «Ґулістан» — професіональний футбольний клуб, який двічі здобував титул чемпіона Узбекистану, зокрема в 1992 та 2002 роках. 

## Релігійні пам'ятки
- Храм Святого Миколая — це видатна архітектурна пам'ятка, що розташована в місті Ґулістан. Його історія починається в 1945 році, коли було ухвалено рішення про будівництво нового молитовного будинку на вулиці Туркестанській, 94. Попередником сучасного храму стала велика цегляна церква, зведена в 1890 році в селі Ґулістан Туркестанської губернії Російської імперії. Ця церква могла вмістити щонайменше сто парафіян, проте була знесена в 1930-х роках за радянських часів. Новий молитовний будинок, збудований із саманної цегли, був зведений менш ніж за рік і 9 листопада 1945 року урочисто відчинив свої двері для парафіян, відновивши традицію духовного життя в регіоні.

## Особи, пов'язані з Ґулістаном
- Османов Ділявер Мідатович (1981) — диригент Київського муніципального академічного театру опери і балету для дітей та юнацтва, Заслужений діяч мистецтв України.
- Шабля Михайло Ігорович (1986—2015) — капітан (посмертно) Збройних сил України, учасник російсько-української війни.

## Міста-побратими
- Фюзулі, Азербайджан